# Liseberg (Stockholm)
Liseberg est un quartier du district Hägersten-Älvsjö à Stockholm en Suède.

## Description
Liseberg est un quartier de Söderort créé en 1934.
Il est bordé par les quartiers Örby Slott, Solberga, Älvsjö et Östberga. 
Sa superficie s'élève à 38 hectares, ce qui en fait le quartier le plus petit de tout Söderort.

## Histoire
Le quartier a été fondé en 1932. 
Liseberg était le nom d'une ferme qui, à partir de 1778, était située à l'actuel Jultomtestigen 13-15, certains bâtiments subsistent encore au Lisebergsvägen 118. 
Jusqu'en 1968, le bâtiment de la taverne Lerkrogen était en face de l'église de Brännkyrka. 
Elle fut ensuite démontée et se trouve aujourd'hui à Solberga. 
À partir de 1649, la ferme Anneboda, qui faisait partie de Ersta gård, était située à l'endroit où se trouve aujourd'hui le terrain de sport de Liseberg. 
L'ancienne route de sortie de Stockholm, Gamla Göta landsväg, se trouve à la frontière du quartier avec Örby Slott, elle désormais connue sous le nom de Götalandsvägen. 
À la fin du XIXème siècle, le nouveau cimetière Brännkyrka, fut construit juste au nord-ouest de Liseberg.
Au tournant du siècle, en 1900, le propriétaire de la ferme Västberga partagea des parcelles qui furent vendues à des particuliers. En 1917, la zone fut vendue à Fastighets AB Västberga, qui commença à développer la zone. En 1921, le premier plan d'urbanisme a été établi et il y avait à cette époque une trentaine de bâtiments résidentiels dans la zone. Au début des années 1920, cinq immeubles residentiels ont été construits le long de Lisebergsvägen, et trois d'entre eux sont encore debout.
Au milieu de Liseberg se trouve le parc Fem Fålars brunn. Le site est entouré au sud par des maisons de ville construites en 1920 et au nord par un immeuble résidentiel construit en 1930. 
Les autres bâtiments à proximité ont été construits à la fin des années 1940. 
En 1957, les bâtiments en cinq points du Blomsterfonden ont été construits en briques rouges par les architectes Hans Åkerblad et Björn Howander. 
Une zone de maisons mitoyennes composée de 60 unités dans les quartiers Anneboda et Julkortet a été ajoutée en 1960 avec le bureau d'architecte Höjer & Ljungqvist comme initiateur. 
En 2006, dix maisons de ville ont été construites dans le quartier Jullovet. 
L'architecte responsable était Bertil Arlert du bureau d'architecture Equator.

## Bilder

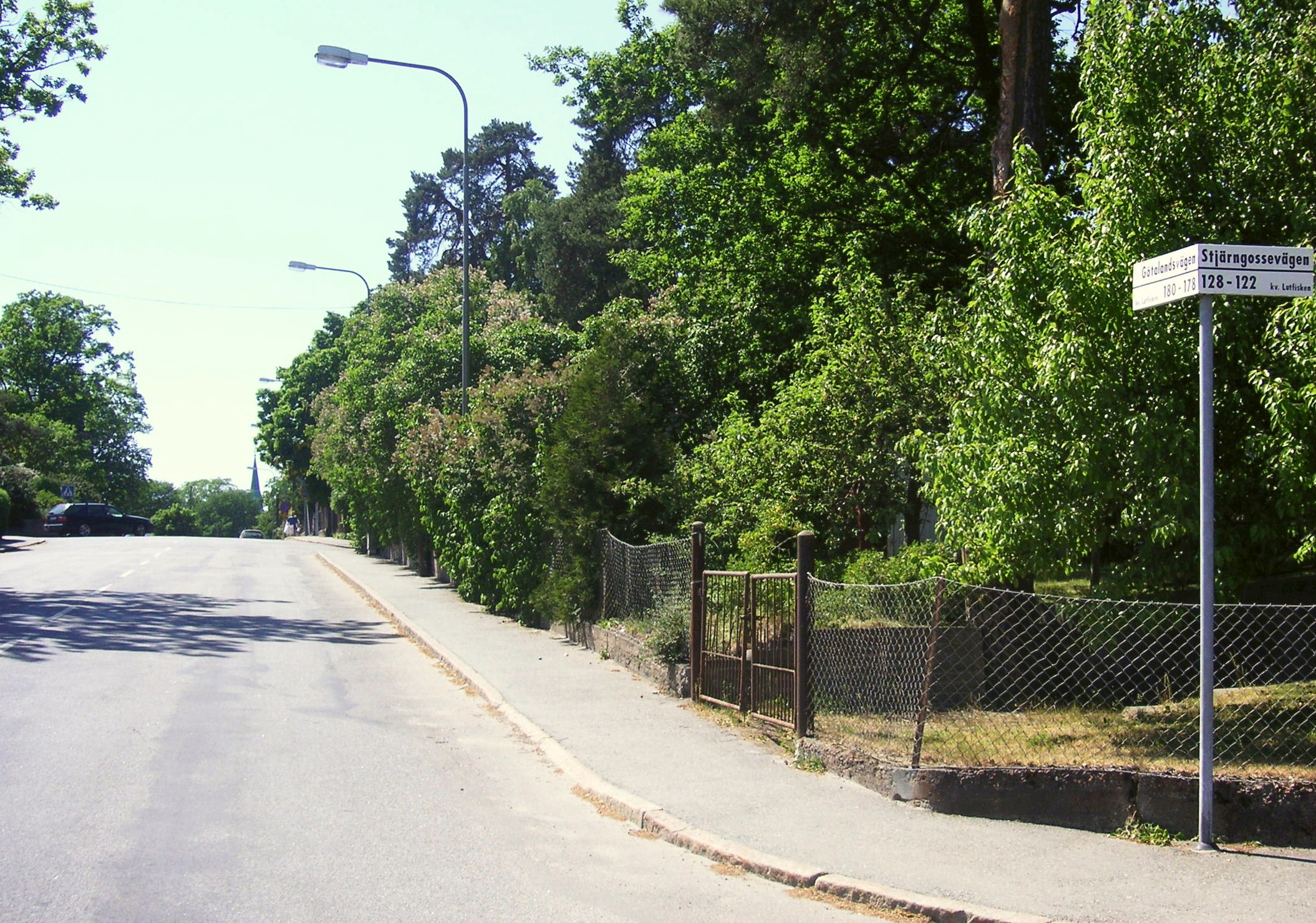
Götalandsvägen.
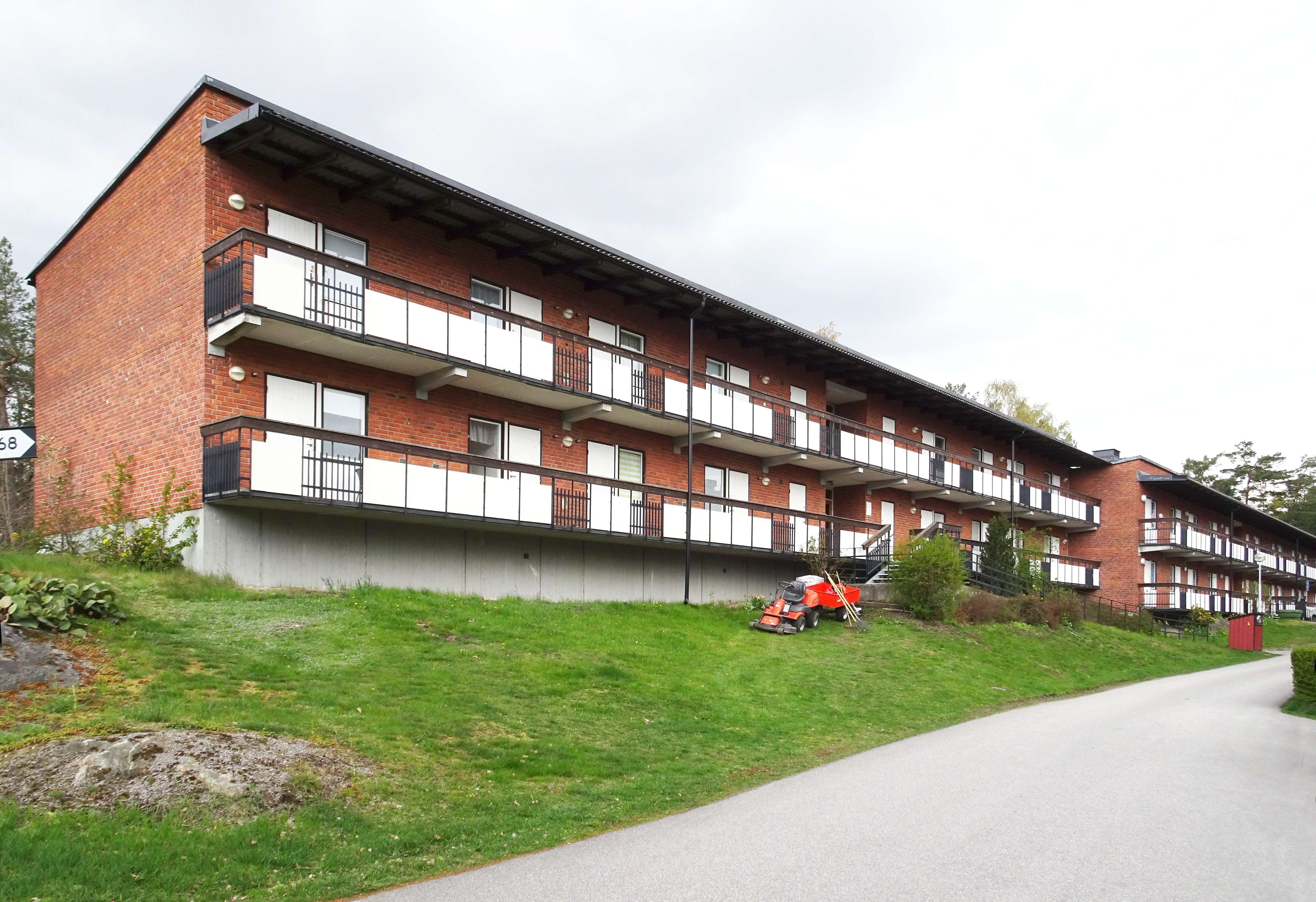
Résidence pour personnes âgées de Blomsterfonden.
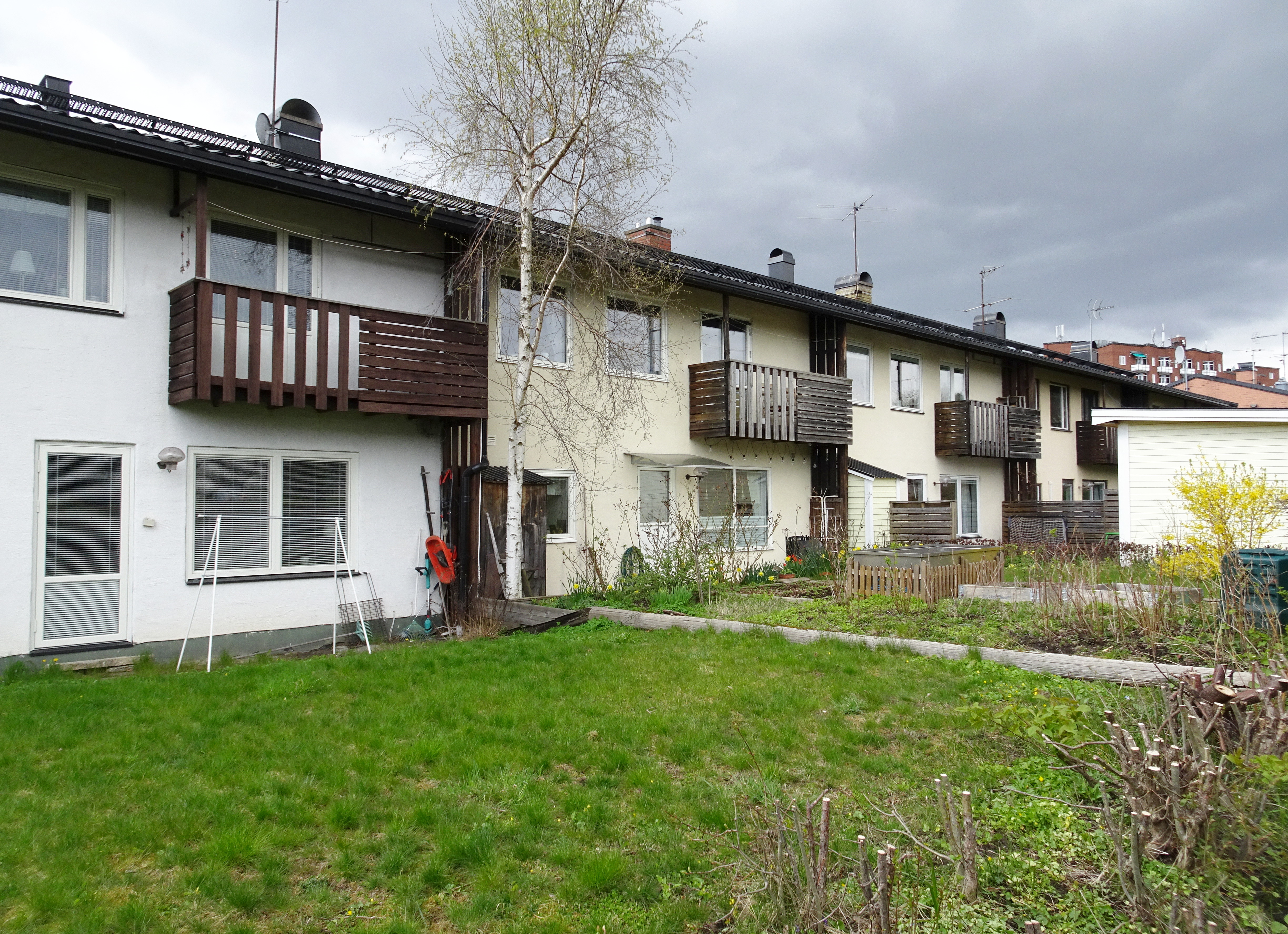
Îlot Anneboda.
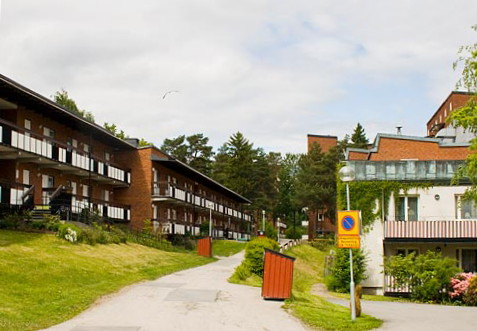

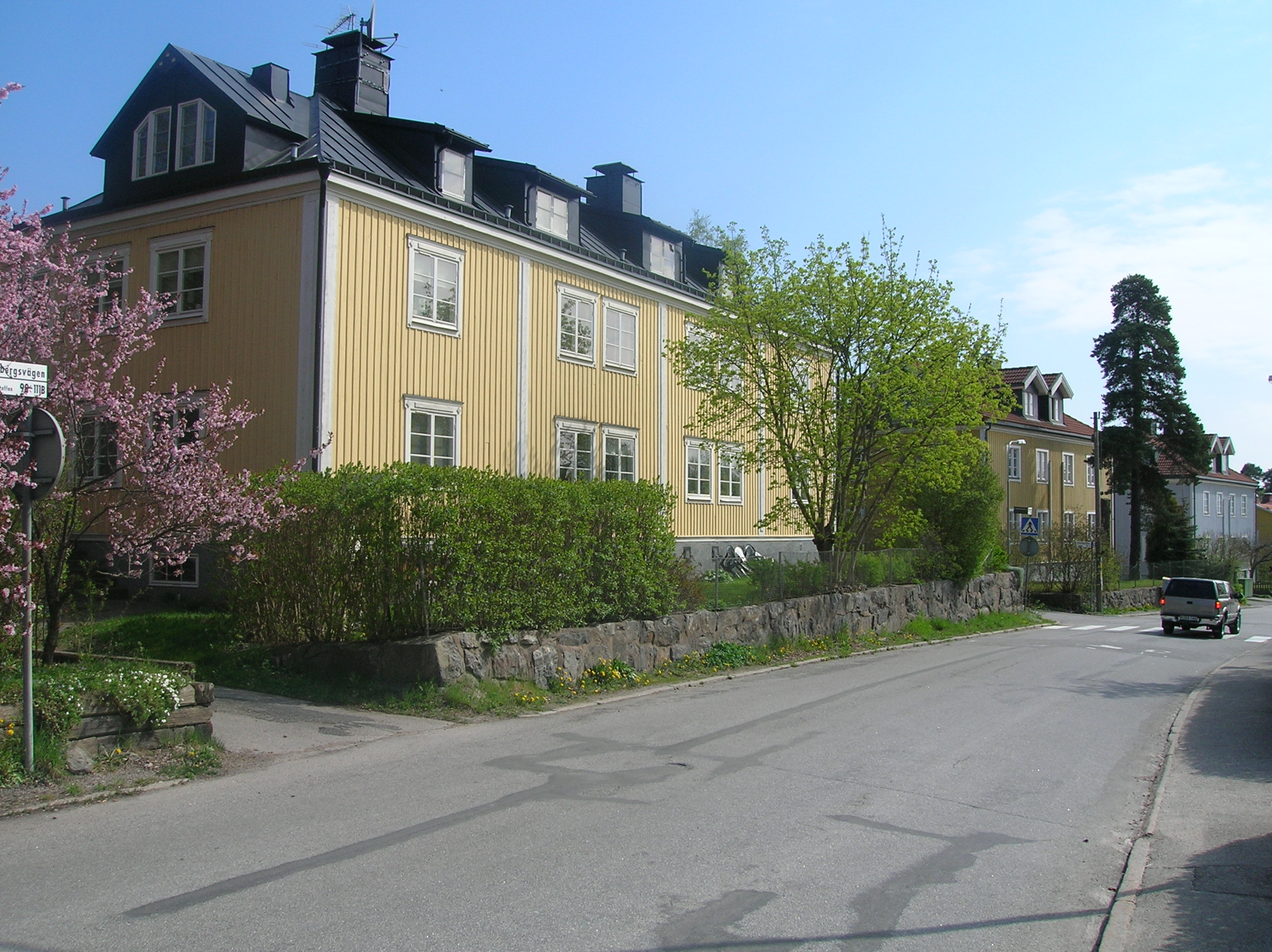
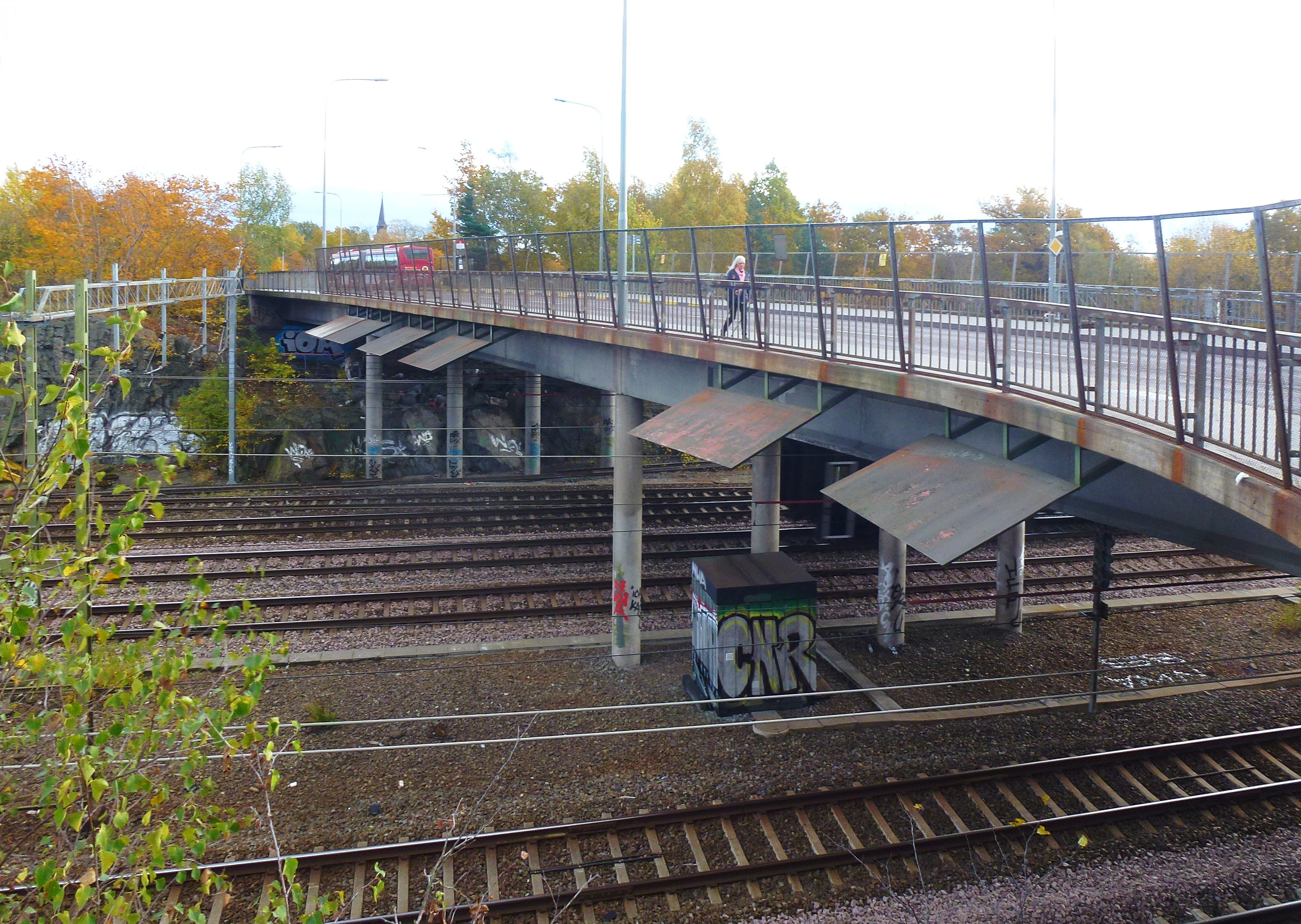
Götalandsviadukten.
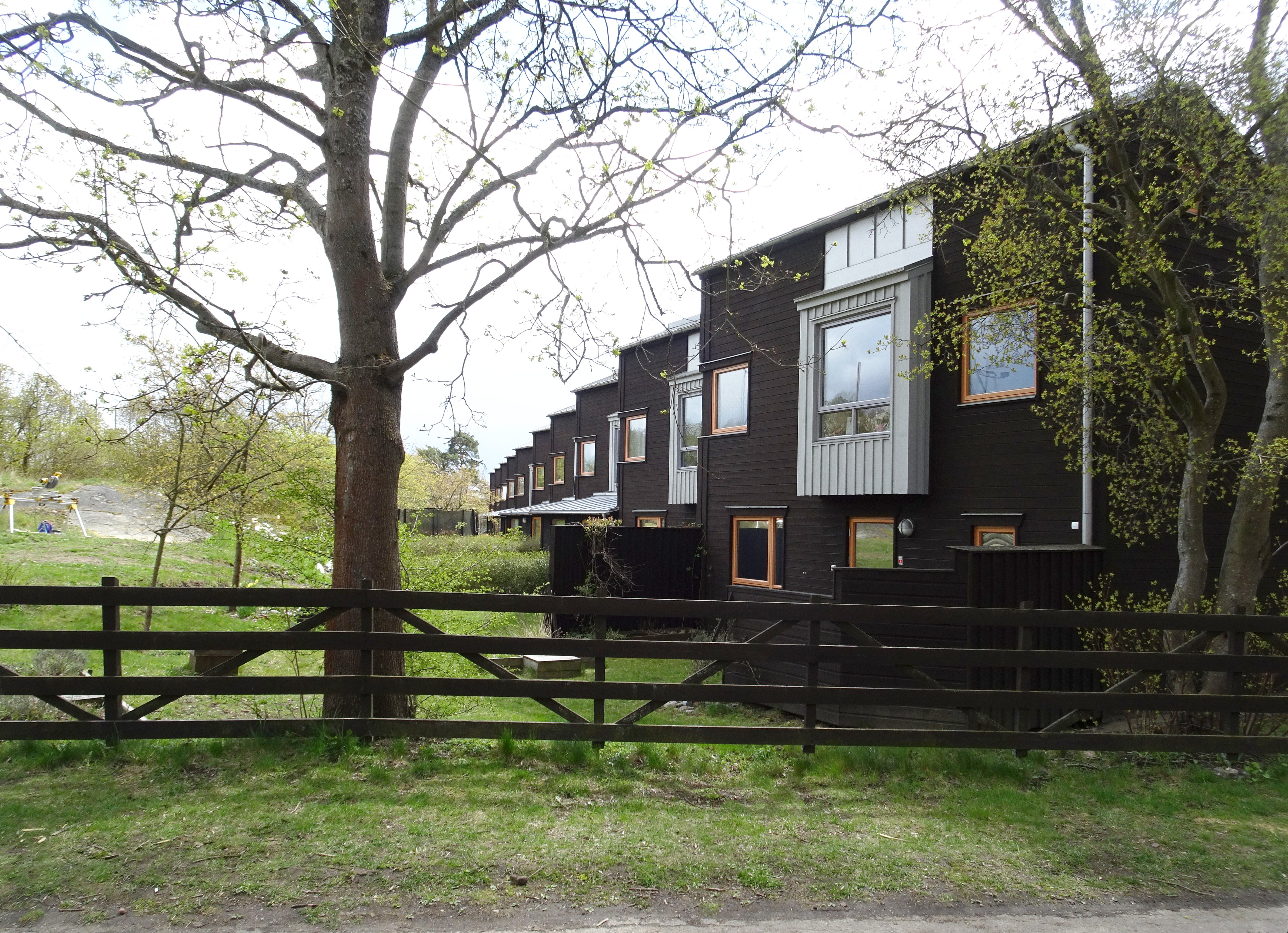
Îlot Jullovet.
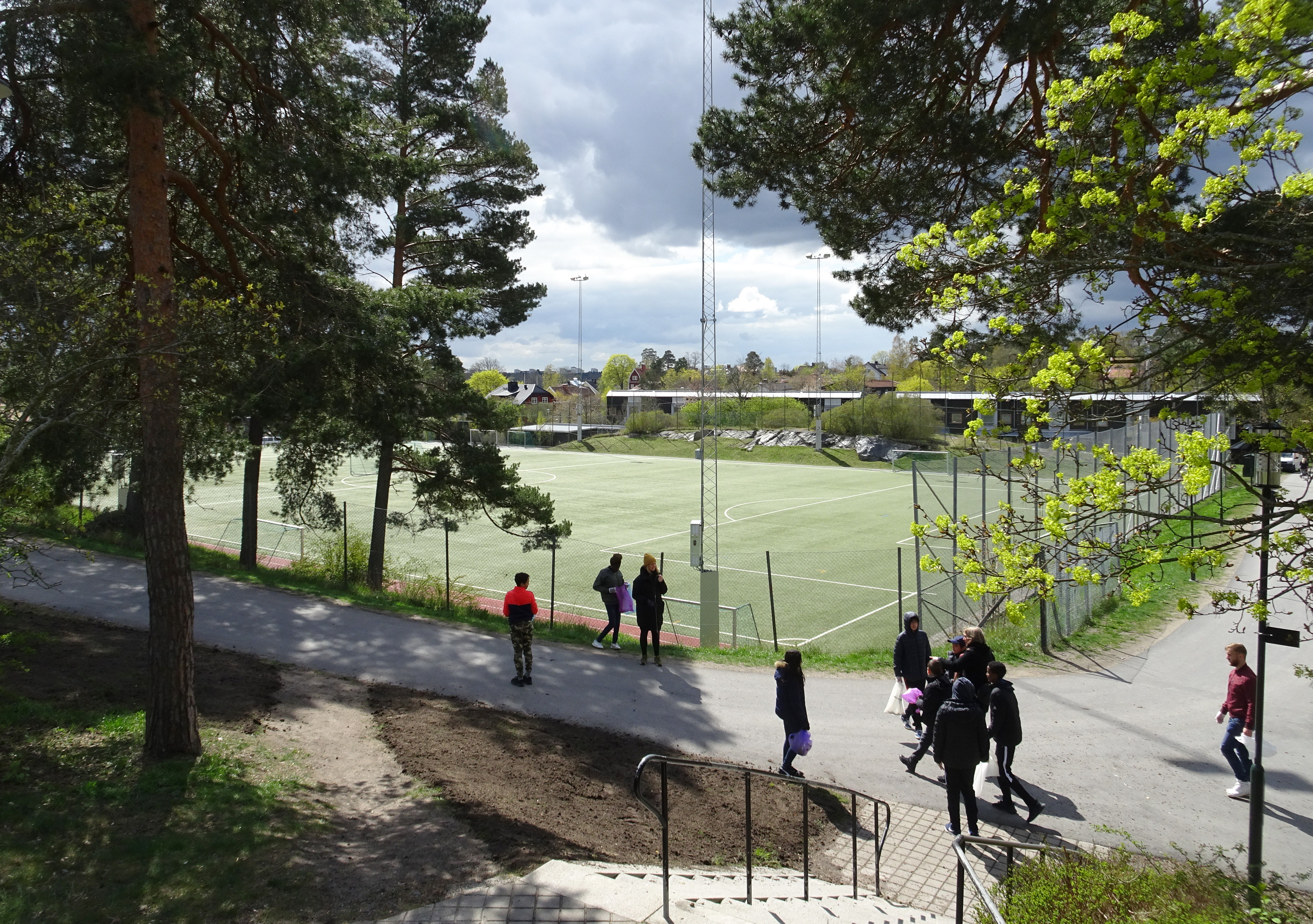
Terrain de sport.